# Valencia (química)

Algunas de las valencias suelen agruparse debido a la periodicidad de su configuración electrónica.

La valencia es el número de electrones que le faltan o debe ceder un elemento químico para completar su último nivel de energía. Estos electrones son los que pone en juego durante una reacción química o para establecer un enlace químico con otro elemento. Hay elementos con más de una valencia, por ello fue reemplazado este concepto con el de números de oxidación que finalmente representa lo mismo. A través del siglo XX, el concepto de valencia ha evolucionado en una amplia gama de aproximaciones para describir el enlace químico, incluyendo la estructura de Lewis (1916), la teoría del enlace de valencia (1927), la teoría de los orbitales moleculares (1928), la teoría de repulsión de pares electrónicos  de la capa de valencia (1958) y todos los métodos avanzados de química cuántica.
En química, la valence (grafía estadounidense) o valency (grafía británica) de un elemento es la medida de su capacidad de combinación con otros átomos cuando forma compuesto químicos o moléculas. Diferentes autores utilizan distintas definiciones de valencia, lo que crea un debate sobre cuál es la correcta. Por ejemplo, algunos autores confunden número de coordinación con valencia o estado de oxidación con valencia, a pesar de que esos tres términos son tres cosas diferentes.

## Historia
La etimología de la palabra «valencia» proviene de 1543, significando "molde", del latín valentía "poder, capacidad", y el significado químico refiriéndose al «poder combinante de un elemento» está registrado desde 1884, del alemán Valenz.
En 1890, William Higgins publicó bocetos sobre lo que él llamó combinaciones de partículas "últimas", que esbozaban el concepto de enlaces de valencia. Si, por ejemplo, de acuerdo a Higgins, la fuerza entre la partícula última de oxígeno y la partícula última de nitrógeno era 6, luego la fuerza del enlace debería ser dividida acordemente, y de modo similar para las otras combinaciones de partículas últimas: estas son las de la tabla periódica. 

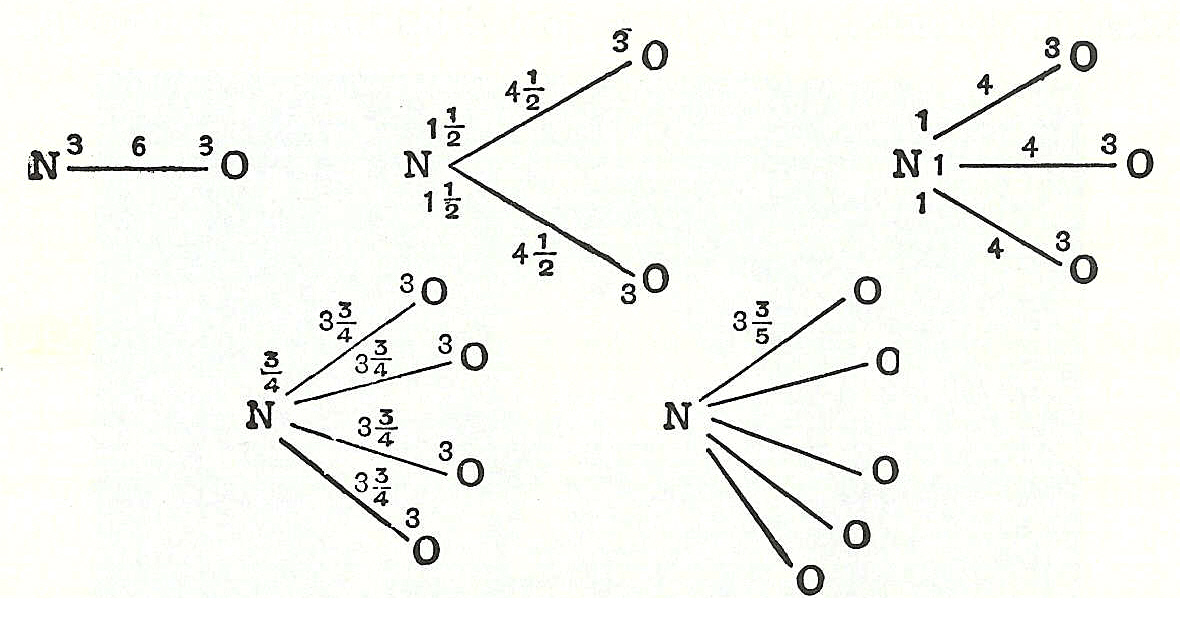
Combinaciones de partículas últimas de William Higgins (1789).

Sin embargo, el origen no exacto de la teoría de las valencias químicas puede ser rastreado a una publicación de Edward Frankland, en la que combinó las viejas teorías de los radicales libres y «teoría de tipos» con conceptos sobre afinidad química para mostrar que ciertos elementos tienen la tendencia a combinarse con otros elementos para formar compuestos conteniendo tres equivalentes del átomo unido, por ejemplo, en los grupos de tres átomos (vg. NO3, NH3, NI3, etc.) o cinco, por ejemplo en los grupos de cinco átomos (vg. N2O5, NH4O, P2O5, etc.) Es en este modo, según Franklin, que sus afinidades están mejor satisfechas. Siguiendo estos ejemplos y postulados, Franklin declaró cuán obvio esto es que:

Una tendencia o ley prevalece (aquí), y que, no importa qué puedan ser los caracteres de los átomos que se unen, el poder combinante de los elementos atrayentes, si me puedo permitir el término, se satisface siempre por el mismo número de estos átomos.

## Descripción
La capacidad combinatoria o afinidad de un átomo de un elemento dado viene determinada por el número de átomos de hidrógeno con los que se combina. En el metano, el carbono tiene una valencia de 4; en el amoníaco, el nitrógeno tiene una valencia de 3; en el agua, el oxígeno tiene una valencia de 2; y en el cloruro de hidrógeno, el cloro tiene una valencia de 1. El cloro, al tener una valencia de uno, puede sustituir al hidrógeno. El fósforo tiene una valencia de 5 en el pentacloruro de fósforo, PCl
5. Los diagramas de valencia de un compuesto representan la conectividad de los elementos, con líneas dibujadas entre dos elementos, a veces llamadas enlaces, que representan una valencia saturada para cada elemento. Las dos tablas siguientes muestran algunos ejemplos de diferentes compuestos, sus diagramas de valencia y las valencias para cada elemento del compuesto.
| Compuesto | H 2 Hidrógeno  | CH 4 Metano                 | C 3H 8 Propano              | C 3H 6 Propileno            | C 2H 2 Acetileno            |
| Diagrama  |                |                             |                             |                             |                             |
| Valencias | - Hidrógeno: 1 | - Carbono: 4 - Hidrógeno: 1 | - Carbono: 4 - Hidrogeno: 1 | - Carbono: 4 - Hidrógeno: 1 | - Carbono: 4 - Hidrógeno: 1 |

| Compuesto | NH 3 Amoníaco                 | NaCN Cianuro de sodio                  | PSCl 3 Thiophosphoryl chloride      | H 2S Ácido sulfhídrico     | H 2SO 4 Ácido sulfúrico                 | H 2S 2O 6 Dithionic acid                | Cl 2O 7 Óxido perclórico | XeO 4 Tetraóxido de xenón |
| Diagrama  |                               |                                        |                                     |                            |                                         |                                         |                          |                           |
| Valencias | - Nitrógeno: 3 - Hidrógeno: 1 | - Sodio: 1 - Carbono: 4 - Nitrógeno: 3 | - Fósforo: 5 - Azufre: 2 - Cloro: 1 | - Azufre: 2 - Hidrógeno: 1 | - Azufre: 6 - Oxígeno: 2 - Hidrógeno: 1 | - Azufre: 6 - Oxígeno: 2 - Hidrógeno: 1 | - Cloro: 7 - Oxígeno: 2  | - Xenón: 8 - Oxígeno: 2   |

## Definiciones modernas
La valencia es definida por la IUPAC como:
El número máximo de átomos univalentes (originalmente átomos de hidrógeno o de cloro) que pueden combinarse con un átomo del elemento considerado, o con un fragmento, o por el que puede sustituirse un átomo de este elemento.
Una descripción moderna alternativa es:
El número de átomos de hidrógeno que pueden combinarse con un elemento en un hidruro binario o el doble del número de átomos de oxígeno que se combinan con un elemento en su óxido u óxidos.
Esta definición difiere de la definición de la IUPAC, ya que se puede decir que un elemento tiene más de una valencia.
Una definición moderna muy similar dada en un artículo reciente define la valencia de un átomo particular en una molécula como "el número de electrones que un átomo utiliza en la unión", con dos fórmulas equivalentes para calcular la valencia:
valencia = número de electrones en la capa de valencia del átomo libre - número de electrones no enlazantes del átomo en la molécula
y
valencia = número de enlaces + carga formal. Sin embargo esta definición de valencia es incorrecta. Por esta definición, el átomo de nitrógeno en el ion de amonio [NH4]+ es pentavalente, y en el ion de amida [NH2]- es monovalente, que obviamente es falso, porque el átomo de nitrógeno en los iones de amonio y amida es trivalente. Por lo tanto, esta definición es engañosa porque puede dar resultados falsos.

## Desarrollo histórico
La etimología de la palabra valencia se remonta a 1425, con el significado de "extracto, preparado", del latín valentia "fuerza, capacidad", del anterior valor "valía, valor", y el significado químico referido al "poder combinatorio de un elemento" se registra a partir de 1884, del alemán Valenz.

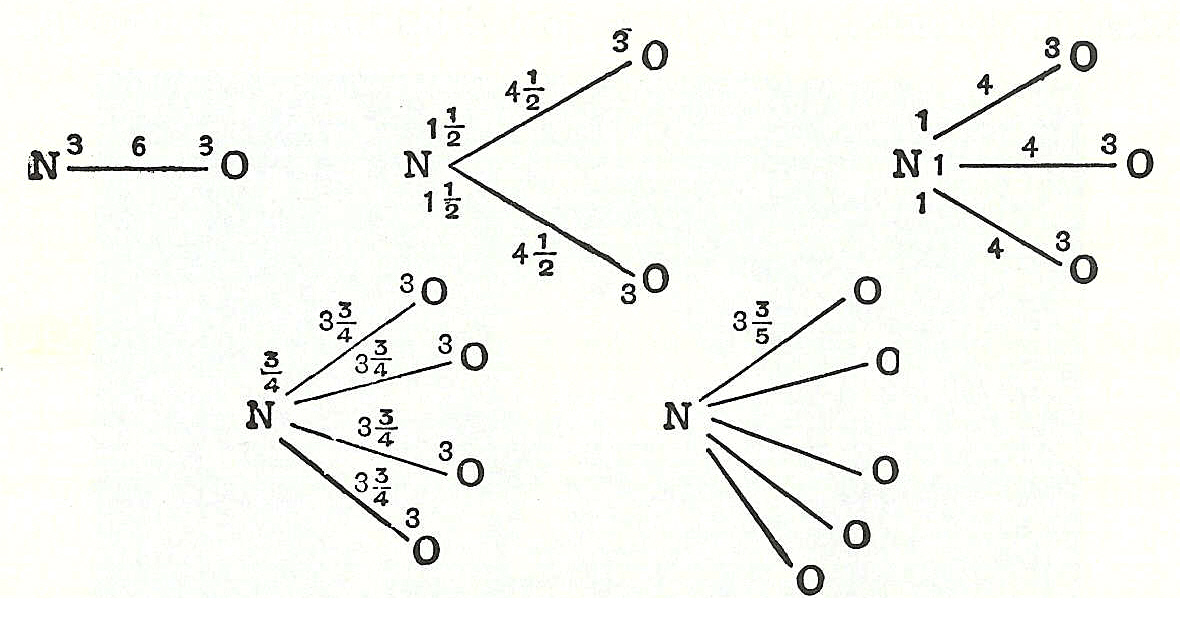
William Higgins' combinaciones de partículas últimas (1789)

El concepto de valencia se desarrolló en la segunda mitad del siglo XIX y ayudó a explicar con éxito la estructura molecular de los compuestos inorgánicos y orgánicos.
La búsqueda de las causas subyacentes de la valencia condujo a las teorías modernas del enlace químico, incluyendo el átomo cúbico (1902), estructura de Lewiss (1916), teoría del enlace de valencia (1927), orbitales molecularess (1928), teoría de repulsión de pares de electrones de la corteza de valencia (1958), y todos los métodos avanzados de la química cuántica.
En 1789, William Higgins publicó opiniones sobre lo que denominó combinaciones de partículas "últimas", que prefiguraron el concepto de  enlaces de valencia. Si, por ejemplo, según Higgins, la fuerza entre la partícula última de oxígeno y la partícula última de nitrógeno fuera 6, entonces la intensidad de la fuerza se dividiría en consecuencia, y lo mismo para las demás combinaciones de partículas últimas (véase la ilustración).
Sin embargo, el origen exacto de la teoría de las valencias químicas se remonta a un trabajo de Edward Frankland de 1852, en el que combinó la antigua teoría de los radicales con ideas sobre la afinidad química para demostrar que ciertos elementos tienen tendencia a combinarse con otros elementos para formar compuestos que contienen 3, es decir, en los grupos de 3 átomos (por ejemplo, NO
3, NH
3, NI
3, etc.) o 5, es decir, en los grupos de 5 átomos (por ejemplo, NO
5, NH
4O, PO
5, etc.), equivalentes de los elementos unidos. Según él, ésta es la manera en que mejor se satisfacen sus afinidades, y siguiendo estos ejemplos y postulados, declara lo obvio que es que

Una tendencia o ley prevalece (aquí), y es que, cualesquiera que sean los caracteres de los átomos que se unen, el poder combinatorio del elemento que atrae, si se me permite el término, se satisface siempre con el mismo número de estos átomos.

En 1857 August Kekulé propuso valencias fijas para muchos elementos, como 4 para el carbono, y las utilizó para proponer  fórmulas estructurales para muchas moléculas de orgánica, que todavía se aceptan hoy en día.
Lothar Meyer en su libro de 1864, Die modernen Theorien der Chemie, que contenía una primera versión de la tabla periódica con 28 elementos, clasificó por primera vez los elementos en seis familias según su valencia. Los trabajos sobre la organización de los elementos por peso atómico, hasta entonces se habían visto obstaculizados por el uso generalizado de peso equivalentes para los elementos, en lugar de pesos atómicos.
La mayoría de los químicos del siglo XIX definían la valencia de un elemento como el número de sus enlaces sin distinguir diferentes tipos de valencia o de enlace. Sin embargo, en 1893 Alfred Werner describió metal de transición complejos de coordinaciónes como [Co(NH
3)
6]Cl
3, en los que distinguió valencias principales y subsidiarias (en alemán: 'Hauptvalenz' y 'Nebenvalenz'), correspondientes a los conceptos modernos de estado de oxidación y número de coordinación respectivamente.
Para los  elementos del grupo principal, en 1904 Richard Abegg consideró valencias positivas y negativas (estados de oxidación máximo y mínimo), y propuso la regla de Abegg según la cual su diferencia es a menudo 8.

### Electrones y valencia
El modelo de Rutherford del átomo nuclear (1911) demostró que el exterior de un átomo está ocupado por electrones, lo que sugiere que los electrones son responsables de la interacción de los átomos y de la formación de enlaces químicos. En 1916, Gilbert N. Lewis explicó la valencia y el enlace químico en términos de una tendencia de los átomos (del grupo principal) a alcanzar una octeto estable de 8 electrones de valencia. Según Lewis, el enlace covalente conduce a octetos por la compartición de electrones, y el enlace iónico conduce a octetos por la transferencia de electrones de un átomo a otro. El término covalencia se atribuye a Irving Langmuir, quien afirmó en 1919 que "el número de pares de electrones que un átomo dado comparte con los átomos adyacentes se denomina covalencia de ese átomo". El prefijo co- significa "juntos", de modo que un enlace covalente significa que los átomos comparten una valencia. Posteriormente, ahora es más común hablar de enlaces covalentes en lugar de valencia, que ha caído en desuso en trabajos de nivel superior a partir de los avances en la teoría del enlace químico, pero sigue siendo ampliamente utilizado en estudios elementales, donde proporciona una introducción heurística al tema.
En la década de 1930, Linus Pauling propuso que también existen enlaces covalentes polares, que son intermedios entre los covalentes y los iónicos, y que el grado de carácter iónico depende de la diferencia de electronegatividad de los dos átomos enlazados.
Pauling también consideró las moléculas hipervalentes, en las que los elementos del grupo principal tienen valencias aparentes superiores a la máxima de 4 permitida por la regla del octeto. Por ejemplo, en la molécula de hexafluoruro de azufre (SF
6), Pauling consideró que el azufre forma 6 enlaces verdaderos de dos electrones utilizando orbitales atómicos híbridos sp3d2, que combinan un orbital s, tres orbitales p y dos orbitales d. Sin embargo, más recientemente, cálculos cuántico-mecánicos sobre esta molécula y otras similares han demostrado que el papel de los orbitales d en el enlace es mínimo, y que la molécula SF
6 debería describirse como una molécula con 6 enlaces covalentes polares (en parte iónicos) formados por sólo cuatro orbitales en el azufre (un s y tres p) de acuerdo con la regla del octeto, junto con seis orbitales en los fluorinos. Cálculos similares en moléculas de metales de transición muestran que el papel de los orbitales p es menor, de modo que un orbital s y cinco orbitales d en el metal son suficientes para describir el enlace.

## Tipos de valencia
- Valencia positiva máxima: es el número positivo que refleja la máxima capacidad de combinación de un átomo. Este número coincide con el grupo de la tabla periódica de los elementos al cual pertenece. Por ejemplo, el cloro (Cl) pertenece al grupo 7, por lo que su valencia positiva máxima es 7.

- Valencia negativa solo para el grupo A no para el grupo B: es el número negativo que refleja la capacidad que tiene un átomo de combinarse con otro pero que esté actuando con valencia positiva. Este número negativo se puede determinar contando lo que le falta a la valencia positiva máxima para llegar a 8, pero con signo -. Por ejemplo: a la valencia máxima positiva del átomo de cloro es 7, por lo que le falta un electrón para cumplir el octeto, entonces su valencia negativa será -1.

## Vista general
El concepto fue desarrollado a mediados del siglo XIX, en un intento por racionalizar la fórmula química de compuestos químicos diferentes. En 1919, Irving Langmuir, tomó prestado el término para explicar el modelo del átomo cúbico de Gilbert N. Lewis al enunciar que "el número de pares de electrones que cualquier átomo dado comparte con el átomo adyacente es denominado la covalencia del átomo." El prefijo co- significa «junto», así que un enlace covalente significa que los átomos comparten valencia. De ahí, si un átomo, por ejemplo, tiene una valencia +1, significa que perdió un electrón, y otro con una valencia de -1, significa que tiene un electrón adicional. Luego, un enlace entre estos dos átomos resultaría porque se complementarían o compartirían sus tendencias en el balance de la valencia. Subsecuentemente, actualmente es más común hablar de enlace covalente en vez de valencia, que ha caído en desuso del nivel más alto de trabajo, con los avances en la teoría del enlace químico, pero aún es usado ampliamente en estudios elementales donde provee una introducción heurística a la materia.

## Definición del "número de enlaces"
Se creía originalmente que el número de enlaces formados por un elemento dado era una propiedad química fija y, en efecto, en muchos casos, es una buena aproximación. Por ejemplo, en muchos de sus compuestos, el carbono forma cuatro enlaces, el oxígeno dos y el hidrógeno uno. Sin embargo, pronto se hizo evidente que, para muchos elementos, la valencia podría variar entre compuestos diferentes. Uno de los primeros ejemplos en ser identificado era el fósforo, que algunas veces se comporta como si tuviera una valencia de tres, y otras como si tuviera una valencia de cinco. Un método para resolver este problema consiste en especificar la valencia para cada compuesto individual: aunque elimina mucho de la generalidad del concepto, esto ha dado origen a la idea de número de oxidación (usado en la nomenclatura Stock y a la notación lambda en la nomenclatura IUPAC de química inorgánica).

## Definición de IUPAC
La Unión Internacional de Química Pura y Aplicada (IUPAC) ha hecho algunos intentos de llegar a una definición desambigua de valencia. La versión actual, adoptada en 1994, es la siguiente:

La valencia es el máximo número de átomos univalentes (originalmente átomos de hidrógeno o cloro) que pueden combinarse con un átomo del elemento en consideración, o con un fragmento, o para el cual un átomo de este elemento puede ser sustituido.

Esta definición reimpone una valencia única para cada elemento a expensas de despreciar, en muchos casos, una gran parte de su química. La mención del hidrógeno y el cloro es por razones históricas, aunque ambos en la práctica forman compuestos principalmente en los que sus átomos forman un enlace simple. Las excepciones en el caso del hidrógeno incluyen el ion bifluoruro, [HF2]−, y los diversos hidruros de boro tales como el diborano: estos son ejemplos de enlace de tres centros. El cloro forma un número de fluoruro—ClF, ClF3 y ClF5—y su valencia, de acuerdo a la definición de la IUPAC, es cinco. El flúor es el elemento para el que el mayor número de átomos se combinan con átomos de otros elementos: es univalente en todos sus compuestos, excepto en el ion [H2F]+. En efecto, la definición IUPAC sólo puede ser resuelta al fijar las valencias del hidrógeno y el flúor como uno, convención que ha sido seguida acá.

## Valencias de los elementos
Las valencias de la mayoría de los elementos se basan en el fluoruro más alto conocido.

## Otras críticas al concepto de valencia
- La valencia de un elemento no siempre es igual a su estado de oxidación más alto: las excepciones incluyen al rutenio, osmio y xenón, que tienen valencias de seis (hexafluoruros), pero que pueden formar compuestos con oxígeno en el estado de oxidación +8, y cloro, que tiene una valencia de cinco, pero un estado de oxidación máximo de +7 (en los percloratos).
- El concepto de "combinación" no puede ser igualado con el número de enlaces formados por un átomo. En el fluoruro de litio (que tiene la estructura del NaCl), cada átomo de litio está rodeado por seis átomos de flúor, mientras que la valencia del litio es universalmente tomada como uno, como sugiere la fórmula LiF. En la fase gaseosa, el LiF existe como moléculas discretas diatómicas como las valencias sugerirían.